# Raise (노래)
〈Raise〉(일본어: レイズ 레이즈[*])는 오구라 유이의 첫 번째 싱글로 2012년 7월 18일에 킹레코드에서 발매됐다.

## 개요
성우나 유이카오리 등에서 활동하는, 오구라유이의 솔로 데뷔 싱글이다.
본곡은 TV 애니메이션 《캄피오네!: 받들이지 않는 신들과 신을 죽이는 마왕》의 엔딩 테마로 사용됐다. 제목의 〈Raise〉는 영어로 “높이다”라는 뜻. 자신을 높여가는 애니메이션의 세계관을 반영시키고 있으며, 후렴 및 A · B 멜로디에서 창법을 바꾸고 있다. 곡조는 캄피오네 자체가 근사한 내용으로 되어있기 때문에 본곡도 업 템포로 활동감이 있는 구성으로 갖춰져있다. 그 때문에 오구라는 복식호흡이나 일부의 장소를 돋구는 등 다양한 성질을 달리하고 있다.
싱글은 기간한정판(KICM-91397)과 통상판(KICM-1397)의 두 종류로 발매되며, 기간 한정퍼으로는 본곡의 PV를 담은 DVD가 동봉되어 있다.

## 미디어에서의 사용
Raise
- TV 애니메이션 《캄피오네!: 받들이지 않는 신들과 신을 죽이는 마왕》 닫는 곡

## 수록곡
| #            | 제목                                  | 작사          | 작곡          | 편곡  | 재생 시간 |
| ------------ | ------------------------------------- | ------------- | ------------- | ----- | --------- |
| 1.           | 〈Raise〉                             | 타다노 나츠미 | 슌류          | 4:32  |           |
| 2.           | 〈PON de Fighting!〉                  | 오모리 쇼코   | 오쿠보 카오루 | 4:03  |           |
| 3.           | 〈Raise〉 (off vocal ver.)            |               | 슌류          | 4:32  |           |
| 4.           | 〈PON de Fighting!〉 (off vocal ver.) |               | 오쿠보 카오루 | 4:02  |           |
| 총 재생 시간 | 총 재생 시간                          | 총 재생 시간  | 총 재생 시간  | 17:10 |           |

| #  | 제목                   | 재생 시간 |
| -- | ---------------------- | --------- |
| 1. | 〈Raise〉 (뮤직비디오) |           |

## 발매일
| 국가     | 발매일          | 포맷                    | 레이블     |
| -------- | --------------- | ----------------------- | ---------- |
| 일본     | 2012년 7월 18일 | CD+DVD, CD, 디지털 음원 | 킹레코드   |
| 대한민국 | 2014년 8월 28일 | 디지털 음원             | 씨엔엘뮤직 |

## 차트
| 차트                              | 최고 순위 |
| --------------------------------- | --------- |
| 일본 오리콘 주간 CD 싱글 차트     | 8         |
| 일본 오리콘 월간 CD 싱글 차트     | 42        |
| Billboard JAPAN HOT 100           | 34        |
| Billboard JAPAN Hot Singles Sales | 8         |
| Billboard JAPAN Hot Animation     | 5         |
| 일본 RIAJ 유료 음악 전송 차트     | 74        |
| 일본 CDTV                         | 13        |
| 사운드스캔 재팬                   | 10        |